# Edmund Leavens Chandler
Pour l’article homonyme, voir Chandler.
Edmund Leavens Chandler (21 décembre 1829-21 août 1880) est un marchand et homme politique fédéral du Québec.

## Biographie
Né à Frelighsburg dans le Comté de Missisquoi, Bas-Canada, M. Chandler enseigna à l'école pendant plusieurs années pour ensuite devenir négociant immobilier à Lowell dans la Massachusetts. En 1855, il s'installe à Brome Corner dans le Canada-Est pour devenir marchand. Ensuite, il devient secrétaire-trésorier du conseil du Comté de Brome, ainsi que maire du Canton de Brome. Il aida également à promouvoir le développement du South-Eastern Railway, qui fut ensuite acquis par le Canadien Pacifique.
Élu député du Parti libéral du Canada dans la circonscription fédérale de Brome en 1878, il est mort en fonction en 1880.